# Linnéa Claeson
Linnéa Petra Sofie Claeson, född 31 januari 1992 i Kvarsebo församling i Norrköpings kommun, Östergötlands län, är en svensk samhällsdebattör och tidigare handbollsspelare.
Utöver handbollskarriären har hon blivit känd för sitt Instagramkonto Assholesonline, där hon tidigare synliggjort sexuella trakasserier och näthat samt bemött kränkningar med humor. Mellan 2017 och 2020 var Claeson kolumnist i Aftonbladet.

## Biografi

### Handbollskarriär
Linnéa Claeson började spela handboll i Norrköpings Kvinnliga IK, men hon gjorde en större satsning i IF Hellton efter att familjen flyttat till Karlstad. Hon tränade flitigt även vid sidan av klubbträningen och blev tidigt en nyckelspelare i IF Hellton. Linnéa Claeson blev uttagen i juniorlandslaget. Hon flyttade till Stockholm och började spela för Skuru 2009. Hon är vänsterhänt och spelade högernia i anfall.
I ungdomslandslagen vann hon JVM-guld 2010 och UVM-guld 2012.
Claeson har spelat 31 juniorlandskamper och 28 U-landskamper. Främsta framgångarna med klubblaget är bland annat 2014–2016 då Skuru har tagit sig till SM-final tre år i rad. År 2017 spelade Skuru semifinal mot Sävehof, men Skuru förlorade med 3–2 i matcher.
Hon blev därefter Danmarksproffs vid en tid då hon agerade inhoppare i sin svenska klubb. I Danmark blev det dock begränsat med speltid och i februari 2018 flyttade Claeson hem till Sverige för att lägga mer tid på sitt arbete som debattör. Hon har nu slutat spela handboll.

### Människorättsaktivism och media
Linnéa Claeson har sedan 2015 Instagramkontot Assholesonline, där hon medvetandegjort sexuella trakasserier och näthat. Dialoger med kränkningar som postas är ofta bemötta med vass humor, men det är oklart hur mycket de är redigerade eller om de ens är skickade till Claeson själv. Kontot hade 2017 cirka 160 000 följare. På kontot har Claeson skrivit mycket om feminism, civilkurage, jämställdhet, diskriminering, antirasism, hbtq-frågor och social utsatthet.
Sedan sommaren 2020 är Assholesonline inaktivt, trots 226 000 följare (december 2022). Hennes personliga Instagram-konto ("linneaclaeson") hade i december 2022 cirka 172 000 följare och i februari 2024 ungefär 166 000 följare. Claeson har sedan februari 2016 framträtt i TV, Sveriges Radio, tidningar, poddradiosändningar och sociala medier. Hon har även skrivit debattartiklar om sexuella övergrepp och tagit ställning för en samtyckeslag.
Claeson var sommarvärd för radioprogrammet Sommar i P1 den 17 juli 2017. Hon är medgrundare av de ideella organisationerna Omtanke Stockholm för hemlösa personer och Refugee Relief för människor på flykt. Claeson är även goodwill-ambassadör för organisationen Kvinna till Kvinna, som arbetar för att stärka kvinnors rättigheter i krig och konflikter.
Under hösten 2019 mötte Claeson kritik och anklagades för att ha fabricerat och överdrivit de sexuella trakasserier hon beskrivit. Claeson bemötte anklagelserna i Göteborgs-Posten.
I mars 2023 deltog Linnéa Claeson vid en fredskonferens i Nordmakedonien. Där talade hon om mänskliga rättigheter om krig och konflikt och att bevara demokratin.

### Övriga aktiviteter
Linnéa Claeson är utbildad jurist och prisbelönt föreläsare. Hon har studerat juridik på Stockholms universitet.

## Priser och utmärkelser

### Handboll
- JVM-guld 2010 med Sveriges U-18 damlandslag
- UVM-guld 2012 med Sveriges U-20 damlandslag
- 3 SM-finaler (2014, 2015 och 2016) med Skuru med tre SM-silver som resultat

### Övrigt[19]
- IM-priset 2017 för hennes synliggörande av systematiskt kvinnohat i samhället[20]
- Utsedd till Framtidens Mäktigaste inom samhälle, politik och näringsliv av TCO 2017[21][22]
- FN-förbundets pris för mänskliga rättigheter[23]
- Läkerol Voice of the Year 2017, för gjort sig en stark röst i den offentliga debatten och uppmärksammar sexuella trakasserier och näthat.[24]
- Swedish Health Award 2017 som årets influerare.[25]
- Begriplighetspriset[26]
- Årets Jurist 2018[18]